# اسلباخ
اسلباخ (به آلمانی: Esselbach) یک شهر در آلمان است که در ماین-اشپسارت واقع شده‌است.